# Jean-Marie de La Mennais

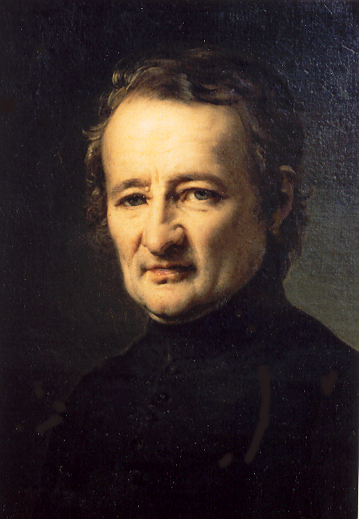
Jean-Marie de La Mennais in un ritratto realizzato nel 1827 da Jean-Baptiste Paulin Guérin

Jean-Marie Robert de La Mennais (Saint-Malo, 8 settembre 1780 – Ploërmel, 26 dicembre 1860) è stato un presbitero francese, fondatore delle congregazioni delle Figlie della Provvidenza, dei Fratelli dell'istruzione cristiana di Ploërmel e di San Pietro.

## Biografia
Nato in una ricca famiglia borghese di armatori, fu avviato agli studi teologici da un prete proscritto ospitato clandestinamente in casa dai suoi genitori. A causa della rivoluzione, non frequentò studi regolari ma si formò privatamente, attingendo alla spiritualità dei gesuiti e dei sulpiziani e alle opere di Jacques Bénigne Bossuet e Henri-Marie Boudon; fu ordinato prete nel 1804.
Fu viceparroco e insegnante nel seminario, ma problemi di salute lo costrinsero a ritirarsi nella residenza di campagna di La Chênaie, dove fu raggiunto dal fratello Félicité: in quegli anni, pubblicò Réflexions sur l'état de l'Église en France pendant le dix-huitième siècle et sur la situation actuelle (1808), Le Guide spirituel (1809), Tradition de l'Église sur l'institution des évêques (1814).
Nel 1815 fu nominato segretario del vescovo e vicario capitolare di Saint-Brieuc. In quel periodo, per contrastare la diffusione delle scuole laiche, fondò le congregazioni insegnanti Figlie della Provvidenza (aiutato da religiose della Società delle figlie del Cuore di Maria, di cui era superiore regionale) e dei Fratelli dell'istruzione cristiana.
Fino al 1820, anno della morte di Pierre-Joseph Picot de Clorivière, fece parte dell'Istituto dei sacerdoti del Cuore di Gesù.
Nominato vicario generale del Grande elemosiniere di Francia, nel 1822 si trasferì a Parigi, dove si occupò della selezione e del trasferimento dei vescovi.
Nel 1828 fondò, insieme con il fratello Félicité, alcuni preti dell'Immacolata Concezione di Saint-Méen e altri ecclesiastici, la congregazione di San Pietro: i preti dell'istituto univano la vita religiosa alle attività di apostolato in un'epoca in cui la Compagnia di Gesù, alla quale si ispiravano, risultava soppressa. Dopo la condanna delle idee di Félicité, sospettato di connivenza con il fratello, nel 1834 anche Jean-Marie fu espulso dalla congregazione.

## Culto
Il processo informativo in vista della sua beatificazione fu celebrato a Vannes tra il 1899 e il 1901. L'introduzione della causa ebbe luogo il 22 maggio 1911 e il 15 dicembre 1966 papa Paolo VI sottoscrisse il decreto che proclamava l'eroicità delle sue virtù.
La sua tomba è nella cappella della casa-madre dei Fratelli dell'istruzione cristiana a Ploërmel.